# پیتراسانتا
پیتراسانتا (به ایتالیایی: Pietrasanta) یک کومونه در ایتالیا است که در استان لوکا واقع شده‌است.

## خصوصیات
پیتراسانتا ۴۱ کیلومترمربع مساحت و ۲۴٬۸۲۶ نفر جمعیت دارد و ۱۴ متر بالاتر از سطح دریا واقع شده‌است.

## خواهرخوانده
شهرهای Grenzach-Wyhlen، اکوسین، ویوپریزی، Zduńska Wola، مونتگمری (آلاباما)، اوتسونومیا، توچیگی، لینشوپینگ و Linköping Municipality خواهرخوانده‌های پیتراسانتا هستند.